# Indy NXT
La Indy NXT (anteriormente conocida como Indy Lights) es un campeonato de automovilismo disputada en América del Norte desde el año 1986. Es una categoría rival de la Fórmula Atlantic en la formación de pilotos de monoplazas.
Llamada originalmente American Racing Series, la competencia era organizada por la CART para promover pilotos jóvenes. Los chasis eran provistos por March Engineering hasta 1992, y Lola Racing Cars desde entonces. A su vez, los motores eran V6 de origen Buick. Como consecuencia de los problemas financieros de la CART, la categoría se disolvió luego de finalizada la temporada 2001.
Al año siguiente, la Indy Racing League creó una categoría muy similar para formar pilotos que luego se incorporen a la IndyCar Series. Dallara provee los chasis, Firestone los neumáticos e Infiniti los motores, en este caso V8 de 3.5 litros. Con el patrocinio de esta última empresa, esta categoría se llamó Infiniti Pro Series en sus primeros cuatro años, luego Indy Pro Series, y finalmente el nombre más conocido Indy Lights desde la temporada 2008.
Para 2014, la serie va a ser promovido por Andersen Promotions, y Cooper Tire reemplazará a Firestone como proveedor de neumáticos,para el 2015 se utilizara el chasis dallara IL-15.
A partir de 2023, la categoría cambiará su nombre de «Indy Lights» a «Indy NXT».

## Circuitos
| - Barber (2010-2013) - Baltimore (2011-2013) - Cicero (1999-2000) - Chicagoland (2002-2010) - Cleveland (1987-1988, 1990-1996, 1998-1999) - Denver (1990-1991) - Detroit (1989-2000, 2012) - Edmonton (2009-2012) - Fontana (1997-2001, 2003-2005, 2012-2013) - Gateway (1997-1998, 2000-2003) - Homestead (1996-1999, 2003-2010) - Houston (2000, 2013) - Hutchinson Island (1997) - Indianapolis (2003-2013) | - Iowa (2007-2013) - Kansas (2001-2004, 2008-2009) - Kentucky (2002-2011) - Laguna Seca (1986-1999, 2001) - Las Vegas (2011) - Long Beach (1989-2001, 2009-2013) - Meadowlands (1986-1991) - Miami (1986-1988, 1995) - Michigan (1996, 1998-2000, 2002-2004) - Mid-Ohio (1986-1994, 2000-2001, 2007-2010, 2013) - Milwaukee Mile (1986-2001, 2005-2009, 2011-2013) - Monterrey (2001) - Nashville (2002-2008) - Nazareth (1987-1999) | - New Hampshire (1992-1995, 2011) - Phoenix (1986-1995, 2003-2005) - Pikes Peak (2003-2005) - Pocono (1986-1989, 2013) - Portland (1988-2001) - Road America (1986, 1988-1990) - Road Atlanta (2001) - San Petersburgo (2005-2013) - Sears Point (2005-2010) - Texas (2001-2005) - Toronto (1986-1999, 2001, 2009-2013) - Trois-Rivières (1996-1998, 2011-2012) - Vancouver (1990, 1992-1998, 2000) - Watkins Glen (2005-2010) |

## Campeones
| Año                    | Piloto                 |
| American Racing Series | American Racing Series |
| ---------------------- | ---------------------- |
| 1986                   | Fabrizio Barbazza      |
| 1987                   | Didier Theys           |
| 1988                   | Jon Beekhuis           |
| 1989                   | Mike Groff             |
| 1990                   | Paul Tracy             |
| Indy Lights            |                        |
| 1991                   | Eric Bachelart         |
| 1992                   | Robbie Buhl            |
| 1993                   | Bryan Herta            |
| 1994                   | Steve Robertson        |
| 1995                   | Greg Moore             |
| 1996                   | David Empringham       |
| 1997                   | Tony Kanaan            |
| 1998                   | Cristiano da Matta     |
| 1999                   | Oriol Serviá           |
| 2000                   | Scott Dixon            |
| 2001                   | Townsend Bell          |
| Infiniti Pro Series    |                        |
| 2002                   | A. J. Foyt IV          |
| 2003                   | Mark Taylor            |
| 2004                   | Thiago Medeiros        |
| 2005                   | Wade Cunningham        |
| Indy Pro Series        |                        |
| 2006                   | Jay Howard             |
| 2007                   | Alex Lloyd             |
| Indy Lights            |                        |
| 2008                   | Raphael Matos          |
| 2009                   | J. R. Hildebrand       |
| 2010                   | Jean-Karl Vernay       |
| 2011                   | Josef Newgarden        |
| 2012                   | Tristan Vautier        |
| 2013                   | Sage Karam             |
| 2014                   | Gabby Chaves           |
| 2015                   | Spencer Pigot          |
| 2016                   | Ed Jones               |
| 2017                   | Kyle Kaiser            |
| 2018                   | Patricio O'Ward        |
| 2019                   | Oliver Askew           |
| 2020                   | Cancelada              |
| 2021                   | Kyle Kirkwood          |
| 2022                   | Linus Lundqvist        |
| Indy NXT               |                        |
| 2023                   | Christian Rasmussen    |
| 2024                   | Louis Foster           |